# Bruno Bettelheim
Bruno Bettelheim (25. srpna 1903, Vídeň – 13. března 1990, Silver Spring) byl rakousko-americký psycholog a psychoanalytik židovského původu. Zabýval se zejména problematikou dětské psychologie.
Vystudoval psychologii na vídeňské univerzitě. Během nacistické diktatury v Německu byl vězněn v koncentračních táborech Dachau a Buchenwald. Své zážitky z těchto let velmi působivě vylíčil v knize The Informed Heart. Po amnestii v roce 1939 emigroval do USA, kde se stal profesorem psychologie a psychiatrie na univerzitě v Chicagu. Jeho nejvýznamnější publikaci představuje kniha Za tajemstvím pohádek.

#### Kontroverze
Život a dílo začalo být zejména po jeho smrti stále více zpochybňováno. Zejména zásluhou novináře Richarda Pollaka, který vydal knihu, která popisuje kontroverze a nejasnosti kolem jeho osoby. V této knize popisuje, že si Bettelheim často vymýšlel části svého životopisu a to zejména skutečnost, že nikdy neabsolvoval psychoanalytický výcvik, přestože se prezentoval jako psychoanalytik. Dále kniha popisuje Bettelheimovo neetické chování během jeho působení v Orthogenic School v Chicagu, kde údajně používal vůči dětem velmi tvrdé metody na hraně zneužívání.

## Dílo
- The Children of the Dream (1969)
- The Uses of Enchantment: The Meaning and Importance of Fairy Tales (1976)
- Freud and Man's Soul (1982)

Česky
- Za tajemstvím pohádek : Proč a jak je číst v dnešní době Praha: NLN 2000.
- Za tajemstvím pohádek : Proč a jak je číst v dnešní době Praha: Portál 2017. ISBN 978-80-262-1172-3.
- Lidé nejsou mravenci: Postřehy psychoanalytika z koncentračního tábora Praha: Portál 2021. ISBN 9788026218463.